# Alex Booij
Alex Booij (Haarlem, 3 oktober 1960) is een Nederlands voormalig voetballer die van 1979 tot 1992 uitkwam voor PEC Zwolle, SC Heracles '74 en één seizoen FC Zwolle. Hierna speelde hij nog voor SV Epe. Hij speelde als middenvelder. Nadien werd hij trainer in het amateurvoetbal, onder andere bij Wijhe '92, SV Nieuwleusen, SV Heeten en SV Broekland. 

## Statistieken
| Seizoen | Club             | Land      | Competitie     | Wed. | Goals |
| ------- | ---------------- | --------- | -------------- | ---- | ----- |
| 1979/80 | PEC Zwolle       | Nederland | Eredivisie     | 5    | 0     |
| 1980/81 | PEC Zwolle       | Nederland | Eredivisie     | 29   | 1     |
| 1981/82 | PEC Zwolle       | Nederland | Eredivisie     | 30   | 3     |
| 1982/83 | PEC Zwolle '82   | Nederland | Eredivisie     | 10   | 1     |
| 1983/84 | PEC Zwolle '82   | Nederland | Eredivisie     | 34   | 4     |
| 1984/85 | PEC Zwolle '82   | Nederland | Eredivisie     | 34   | 1     |
| 1985/86 | PEC Zwolle '82   | Nederland | Eerste divisie | –    | 8     |
| 1986/87 | PEC Zwolle '82   | Nederland | Eredivisie     | 21   | 4     |
| 1987/88 | PEC Zwolle '82   | Nederland | Eredivisie     | 21   | 0     |
| 1988/89 | PEC Zwolle '82   | Nederland | Eredivisie     | 4    | 0     |
| 1988/89 | SC Heracles '74  | Nederland | Eerste divisie | 12   | 0     |
| 1989/90 | SC Heracles '74  | Nederland | Eerste divisie | 9    | 0     |
| 1990/91 | SC Heracles '74  | Nederland | Eerste divisie | 13   | 2     |
| 1991/92 | SC Heracles '74  | Nederland | Eerste divisie | 0    | 0     |
| 1991/92 | FC Zwolle (huur) | Nederland | Eerste divisie | 13   | 0     |
| Totaal  | Totaal           | Totaal    | Totaal         | 226  | 24    |